# Mikkel E.G. Nielsen
Mikkel E.G. Nielsen (født 19. juli 1973 i Aarhus) er en dansk filmklipper, der har modtaget to Robert-priser og en Oscar for sit arbejde.
Mikkel E.G. Nielsen er uddannet filmklipper fra Den Danske Filmskole i 2001 og begyndte at redigere tv-serier og kortfilm omkring det tidspunkt. Den første spillefilm, han var med til at klippe, var Anja & Viktor (2001). Senere redigerede han film som Gamle mænd i nye biler (2002), Reconstruction (2003), Kongekabale (2004) og En kongelig affære (2012), og det var for de to sidstnævnte, han modtog Robert-priserne.
I 2021 vandt han som den første dansker nogensinde en Oscar for bedste klipning. Prisen fik han som klipper på filmen Sound of Metal instrueret af Darius Marder. Han modtog også en Bafta samt flere andre filmpriser for samme film.